# Java Runtime Environment
Java Runtime Environment (JRE) – środowisko uruchomieniowe (środowisko wykonawcze) dla programów napisanych w języku Java jak również innych języków JVM.  JRE składa się z wirtualnej maszyny Javy, klas podstawowych oraz plików pomocniczych.